# Shinjirō Ōtani
Shinjiro Otani (大谷晋二郎 Otani Shinjiro?) (21 de julio de 1972) es un luchador profesional japonés. Otani es famoso por su carrera en New Japan Pro Wrestling y Pro Wrestling ZERO1, empresa de la que es actual presidente.

## Carrera

### New Japan Pro Wrestling (1992-2001)
Shinjiro debutó en la New Japan Pro Wrestling en julio de 1992, en un combate contra Hiroshi Yamamoto. Otani comenzó a competir como jobber durante meses, hasta que se le brindó un lugar en la Young Lion Cup 1993, en la que consiguió numerosas victorias. Después de ella, Shinjiro ascendió en su papel y empezó a competir contra los principales miembros de la división de peso crucero, teniendo otra participación en la Top Of The Super Juniors IV con similares resultados. Con el paso de los años, Otani se convirtió en uno de los peso crucero más exitosos, participando en numerosos torneos y ganando el UWA World Welterweight Championship ante Norio Honaga. A mediados de 1995, Otani se enfrentó a Koji Kanemoto, el propietario del IWGP Junior Heavyweight Championship, en una lucha en la que ambos títulos estaban en juego, pero fue Kanemoto el vencedor, y Otani perdió el campeonato. Tras ello, Shinjiro consiguió una racha de victorias en el Best Of The Super Juniors II, pero fue derrotado en la final por Wild Pegasus.

### Pro Wrestling ZERO-ONE / Pro Wrestling ZERO1-MAX / Pro Wrestling ZERO1 (2001-presente)
A finales de 2004, Otani se convirtió en uno de los miembros fundadores de Pro Wrestling ZERO-ONE, empresa creada por Shinya Hashimoto.

### HUSTLE (2004-2008)
A finales de 2004, Otani hizo su debut en HUSTLE como uno de los miembros más importantes del HUSTLE Army, dirigido por Naoya Ogawa. Otani haría equipo con HUSTLE Rikishi para enfrentarse a luchadores del Monster Army, especialmente Hakushi, y más tarde colaboraría con colegas como TAJIRI o Hard Gay. Además, Otani ganó el HUSTLE King Memorial Tag Tournament al lado de Masato Tanaka & Tadao Yasuda al derrotar a Genichiro Tenryu, Ryoji Sai & Wataru Sakata.
Sin embargo, después de que Generalissimo Takada comprase HUSTLE en 2007, Otani fue mentalmente controlado por él y convertido en miembro del Monster Army. Shinjiro adoptó la personalidad de "Fire Monster" ACHICHI, un ser sobrenatural con poderes pirokinéticos que usaba maquillaje y atuendo con dibujos de llamas, aunque más tarde volvió a usar su nombre real dentro del grupo. A finales de 2008, Otani dejó de aparecer en HUSTLE para concentrarse en su empresa, Pro Wrestling ZERO1.

## En lucha

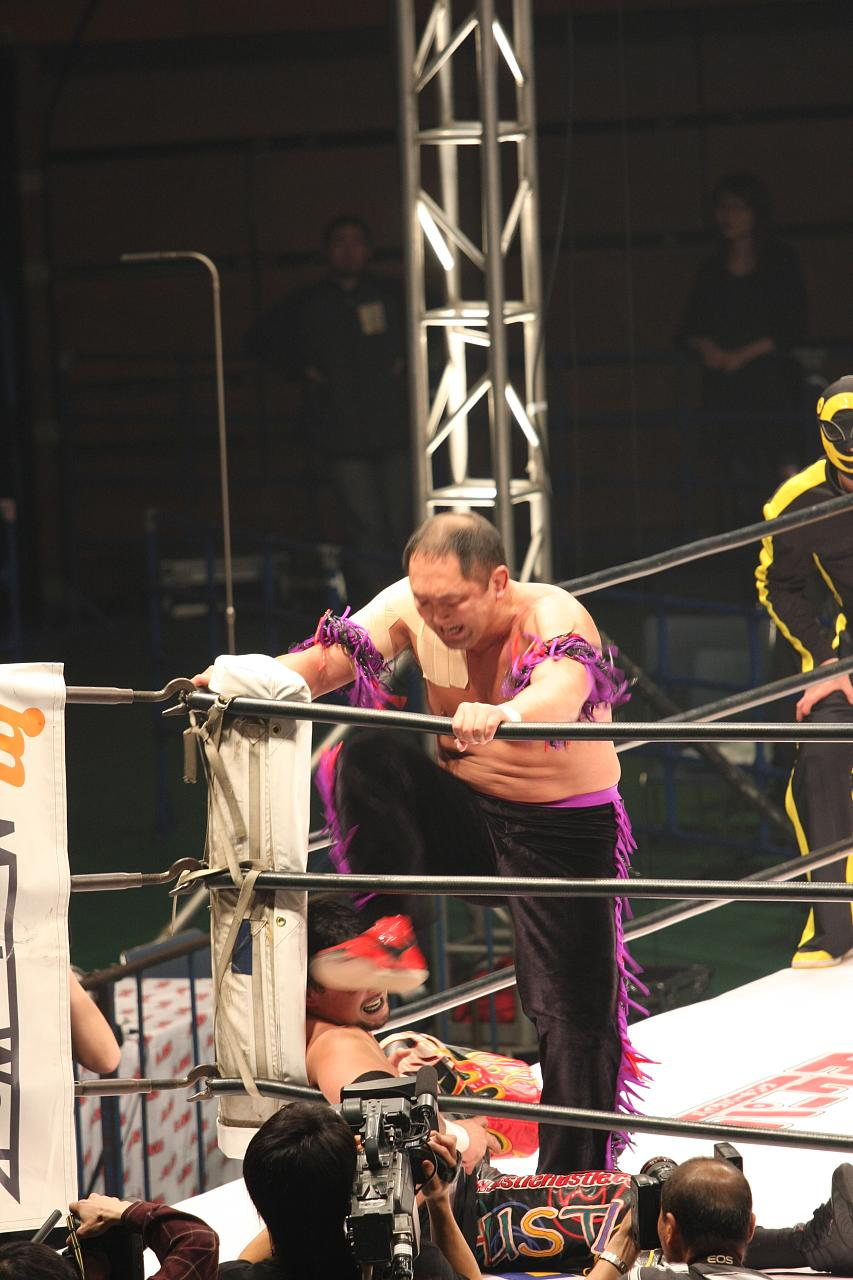
Otani realizando un "facewash" a TAJIRI.

- Movimientos finales
  - Spiral Bomb[1][2][3] (Spinning sitout powerbomb)
  - Cobra Hold[1][3] (Cobra clutch) - 2001-presente
  - Daio Cobra Hold[4] (Mounted cobra clutch) - 2001-presente
  - Bridging full Nelson suplex[1][2][3]

- Movimientos de firma
  - Kinta Ma Achichi[5] (Missile dropkick)[6]
  - Belly to back suplex[6]
  - Bridging German suplex[3]
  - Camel clutch
  - Crossface chickenwing[7]
  - Enzuigiri
  - Facewash[1][3]
  - Full Nelson suplex[3]
  - Hurricanrana, a veces a un oponente elevado
  - Modified cross kneelock
  - Sole kick[1][2]
  - Springboard derivado en dropkick,[1][2] DDT,[1][3] spinning heel kick[1][3] o plancha[1]
  - Running arched big boot[6]

- Apodos
  - "HUSTLE Achichi"[8]

## Campeonatos y logros
- HUSTLE
  - HUSTLE King Memorial Tag Tournament (2006) - con Masato Tanaka & Tadao Yasuda

- New Japan Pro Wrestling
  - IWGP Junior Heavyweight Championship (1 vez)
  - IWGP Junior Heavyweight Tag Team Championship (2 veces) – con Tatsuhito Takaiwa
  - J-Crown (1 vez)
  - NWA World Welterweight Championship (2 veces)
  - UWA World Junior Light Heavyweight Championship (1 vez)
  - UWA World Welterweight Championship (1 vez)
  - WCW Cruiserweight Championship (1 vez)
  - WWA World Junior Light Heavyweight Championship (1 vez)
  - WWF Light Heavyweight Championship (1 vez)
  - Super Grade Jr. Heavyweight Tag League (1994) - con Wild Pegasus
  - One Night's Captain's Fall Tournament (1994) - con El Samurai, Gran Hamada & The Great Sasuke

- Pro Wrestling ZERO-ONE / Pro Wrestling ZERO1-Max / Pro Wrestling ZERO1
  - AWA Superstars of Wrestling World Heavyweight Championship (1 vez)
  - NWA Intercontinental Tag Team Championship (5 veces) - con Yuki Ishikawa (1), Masato Tanaka (2), Akebono (1) y Takao Ōmori (1)
  - ZERO1 World Heavyweight Championship (1 vez)
  - Fire Festival (2001)
  - Fire Festival (2002)
  - Fire Festival (2005)
  - Fire Festival (2010)
  - Furinkazan (2009) - con Akebono

- Premier Wrestling Federation
  - PWF Universal Tag Team Championship (1 vez) - con Masato Tanaka[9]

- PREMIUM
  - Yuke's Cup Tag Tournament (2008) - con Hiroyoshi Tenzan

- Wrestle Association R
  - WAR International Junior Heavyweight Tag Team Championship (1 vez) - con Tatsuhito Takaiwa

- Pro Wrestling Illustrated
  - Situado en el N°91 en los PWI 500 de 1997[10]
  - Situado en el N°76 en los PWI 500 de 1998[11]
  - Situado en el N°80 en los PWI 500 de 1999[12]
  - Situado en el N°77 en los PWI 500 de 2000[13]
  - Situado en el N°93 en los PWI 500 de 2001[14]
  - Situado en el N°145 en los PWI 500 de 2002[15]
  - Situado en el N°172 en los PWI 500 de 2003[16]
  - Situado en el N°87 en los PWI 500 de 2004[17]
  - Situado en el N°53 en los PWI 500 de 2005[18]
  - Situado en el N°108 en los PWI 500 de 2006[19]
  - Situado en el N°218 en los PWI 500 de 2008[20]
  - Situado en el Nº204 en los PWI 500 de 2009[21]
  - Situado en el Nº187 en los PWI 500 de 2010[22]
  - Situado en el Nº42 con Tatsuhito Takaiwa en los 100 mejores tag teams de la historia - PWI Years, 2003[23]

- Wrestling Observer Newsletter
  - WON Mejor luchador técnico  (1999)
  - WON Equipo del año (1998) - con Tatsuhito Takaiwa

- Tokyo Sports Grand Prix
  - Principiante del año (1993) compartido con Jinsei Shinzaki
  - Equipo del año (2002)[24] - con Masato Tanaka

## Filmografía
| Título                                | Papel     | Año  |
| Jushin Thunder Liger: Fist of Thunder | Riot Orff | 1995 |